# Pelinobius muticus
Pelinobius muticus ist eine afrikanische Vogelspinnenart, die zu den größten und seltensten Arten ihrer Familie zählt. Sie ist die einzige Art ihrer Gattung und wurde im Jahre 1885 von Ferdinand Karsch entdeckt und erstbeschrieben.

## Verbreitung und Lebensraum
Das Verbreitungsgebiet der Kenia-Riesenvogelspinne erstreckt sich innerhalb des afrikanischen Rift rund um den Viktoriasee in Kenia, Uganda und Tansania. Aufgrund ihrer versteckten Lebensweise in tiefen Erdhöhlen ist zu erwarten, dass sich die Grenzen ihres Verbreitungsgebietes bei besserer Kenntnis noch erweitern werden. Hauptsächlich trifft man sie in semiariden Gebieten mit sehr niedrigem Grundwasserspiegel an, was auf das Leben in Erdhöhlen zurückzuführen ist.

## Beschreibung
Pelinobius muticus erreicht eine Körpergröße (ohne Beine) von 10♂ - 13♀ cm. Auffällig sind die hinteren Beinpaare; das vorletzte Beinpaar ist für Vogelspinnen überdurchschnittlich lang, das letzte Beinpaar kann eine Länge von bis zu 13 cm und einen Durchmesser von 9 mm erreichen. Zudem weist das letzte Beinpaar in Normalstellung eine Krümmung nach innen auf. Dieser Körperbau weist darauf hin, dass Pelinobius muticus ihre Wohnröhren selber gräbt und mit ihren kräftigen Hinterbeinen Erde aus diesen herausbefördert. Das Abdomen erreicht ebenfalls ungewöhnlich große Ausmaße, in der Gefangenschaft bei guter Fütterung bis zu 7 × 5 cm. Die Cheliceren kommen auf eine stattliche Größe von bis zu 1,9 cm; diese Größe wird nur durch die 2,5 cm langen Cheliceren von Teraphosa blondi übertroffen.
Die Färbung der Spinne variiert zwischen rotbraun bis goldbraun. Die Behaarung ist samtig und wirkt glatt. Die Haare der männlichen Tiere sind etwas länger, zudem besitzen sie im Gegensatz zu den Weibchen keine Schienbeinhaken.

## Lebensweise
Die Spinne legt sich in lehmhaltiger Erde Wohnröhren an. Diese Wohnröhren werden bis zu 2 m senkrecht in den Boden gegraben. Der eigentliche Wohnraum der Spinne ist eine waagerechte Röhre am Ende der senkrechten. Diese wird so gegraben, dass die Spinne sich ohne große Mühe in allen Positionen frei drehen und in Angriffsstellung gehen kann, falls sie sich verteidigen muss. Die gesamte Röhre sowie ein kleines Areal um den Eingang herum werden mit Spinnenseide ausgekleidet, um Beutetiere oder Angreifer schnell lokalisieren zu können. Die Tiere verlassen ihre Wohnröhre nur selten und stets nachts, um auf Beutefang zu gehen (männliche Tiere außerdem bei der Brautschau). Gefressen wird alles, was – meist durch einen Überraschungsangriff aus der Wohnröhre – überwältigt werden kann, vornehmlich jedoch größere Insekten wie Wanderheuschrecken und kleinere Säugetiere wie Mäuse.
KLAAS et al. sagen der Spinne ein sehr aggressives und unberechenbares Wesen nach, auch soll sie nicht so schnell loslassen, wenn sie einmal zugebissen hat.